# Eiður Guðjohnsen
Eiður Smári Guðjohnsen (n. 15 septembrie 1978, Reykjavík, Islanda) este un fotbalist islandez care în prezent evoluează la echipa begiană Club Brugge. Anterior el a mai jucat la cluburi ca Chelsea și FC Barcelona, dar a devenit cunoscut încă de pe vremea când evolua la Bolton Wanderers. El a fost căpitan la echipa națională de fotbal a Islandei până la venirea noului antrenor Ólafur Jóhannesson. El este considerat unul din cei mai buni fotbaliști islandezi din toate timpurile, cucerind titluri în Olanda, Spania și Anglia, dar și Liga Campionilor.

## Palmares
PSV Eindhoven
- Eredivisie: 1996–97
- KNVB Cup: 1995–96
- Johan Cruijff Shield: 1996

Chelsea
- Premier League: 2004–05, 2005–06
- FA Community Shield: 2000, 2005
- Football League Cup: 2004–05

Barcelona
- La Liga: 2008–09
- Supercupa Europei: 2009
- Copa del Rey: 2008–09
- Supercopa de España: 2006, 2009
- Liga Campionilor: 2008–09

## Statistici carieră

### Club
As of 3 noiembrie 2013.
| Club performance | Club performance  | Club performance    | Campionat | Campionat | Cup             | Cup             | Other             | Other             | Continental | Continental | Total   | Total  |
| Sezon            | Club              | Division            | Meciuri   | Goluri    | Meciuri         | Goluri          | Meciuri           | Goluri            | Meciuri     | Goluri      | Meciuri | Goluri |
| Iceland          | Iceland           | Iceland             | Campionat | Campionat | Cupa Islandei   | Cupa Islandei   | —                 | —                 | Europa      | Europa      | Total   | Total  |
| ---------------- | ----------------- | ------------------- | --------- | --------- | --------------- | --------------- | ----------------- | ----------------- | ----------- | ----------- | ------- | ------ |
| 1994             | Valur Reykjavík   | Úrvalsdeild         | 17        | 7         |                 |                 | —                 | —                 | —           | —           | 17      | 7      |
| Netherlands      | Netherlands       | Netherlands         | Campionat | Campionat | KNVB Cup        | KNVB Cup        | —                 | —                 | Europa      | Europa      | Total   | Total  |
| 1995–96          | PSV Eindhoven     | Eredivisie          | 13        | 3         |                 |                 | —                 | —                 | 2           | 0           | 15      | 3      |
| 1996–97          | PSV Eindhoven     | Eredivisie          | 0         | 0         | 0               | 0               | —                 | —                 | 0           | 0           | 0       | 0      |
| Iceland          | Iceland           | Iceland             | Campionat | Campionat | Cupa Islandei   | Cupa Islandei   | Deildabikar       | Deildabikar       | Europa      | Europa      | Total   | Total  |
| 1998             | KR Reykjavík      | Úrvalsdeild         | 6         | 0         |                 |                 |                   |                   | —           | —           | 6       | 0      |
| England          | England           | England             | Campionat | Campionat | FA Cup          | FA Cup          | League Cup        | League Cup        | Europa      | Europa      | Total   | Total  |
| 1998–99          | Bolton Wanderers  | First Division      | 171       | 5         | 0               | 0               | 1                 | 0                 | —           | —           | 18      | 5      |
| 1999–2000        | Bolton Wanderers  | First Division      | 422       | 143       | 5               | 4               | 8                 | 3                 | —           | —           | 55      | 21     |
| 2000–01          | Chelsea           | Premier League      | 30        | 10        | 3               | 3               | 1                 | 0                 | 2           | 0           | 36      | 13     |
| 2001–02          | Chelsea           | Premier League      | 32        | 14        | 7               | 3               | 5                 | 3                 | 3           | 3           | 47      | 23     |
| 2002–03          | Chelsea           | Premier League      | 35        | 10        | 5               | 0               | 2                 | 0                 | 2           | 0           | 44      | 10     |
| 2003–04          | Chelsea           | Premier League      | 26        | 6         | 4               | 2               | 1                 | 2                 | 10          | 3           | 41      | 13     |
| 2004–05          | Chelsea           | Premier League      | 37        | 12        | 3               | 1               | 6                 | 1                 | 11          | 2           | 57      | 16     |
| 2005–06          | Chelsea           | Premier League      | 26        | 2         | 3               | 1               | 1                 | 0                 | 6           | 0           | 36      | 3      |
| Spain            | Spain             | Spain               | Campionat | Campionat | Copa del Rey    | Copa del Rey    | Supercopa         | Supercopa         | Europa      | Europa      | Total   | Total  |
| 2006–07          | Barcelona         | La Liga             | 25        | 5         | 6               | 3               | 1                 | 0                 | 9           | 3           | 41      | 11     |
| 2007–08          | Barcelona         | La Liga             | 23        | 2         | 6               | 1               | —                 | —                 | 8           | 0           | 37      | 3      |
| 2008–09          | Barcelona         | La Liga             | 24        | 3         | 5               | 1               | —                 | —                 | 5           | 0           | 34      | 4      |
| France           | France            | France              | Campionat | Campionat | Coupe de France | Coupe de France | Coupe de la Ligue | Coupe de la Ligue | Europa      | Europa      | Total   | Total  |
| 2009–10          | Monaco            | Ligue 1             | 9         | 0         | 1               | 0               | 1                 | 0                 | —           | —           | 11      | 0      |
| England          | England           | England             | Campionat | Campionat | FA Cup          | FA Cup          | League Cup        | League Cup        | Europa      | Europa      | Total   | Total  |
| 2009–10          | Tottenham Hotspur | Premier League      | 11        | 1         | 3               | 1               | 0                 | 0                 | —           | —           | 14      | 2      |
| 2010–11          | Stoke City        | Premier League      | 4         | 0         | 0               | 0               | 1                 | 0                 | —           | —           | 5       | 0      |
| 2010–11          | Fulham            | Premier League      | 10        | 0         | 0               | 0               | 0                 | 0                 | —           | —           | 10      | 0      |
| Greece           | Greece            | Greece              | Campionat | Campionat | Cupa Greciei    | Cupa Greciei    | —                 | —                 | Europa      | Europa      | Total   | Total  |
| 2011–12          | AEK Atena         | Superliga Greacă    | 10        | 1         | 0               | 0               | —                 | —                 | 4           | 0           | 14      | 1      |
| Belgium          | Belgium           | Belgium             | Campionat | Campionat | Cupa Belgiei    | Cupa Belgiei    | —                 | —                 | Europa      | Europa      | Total   | Total  |
| 2012–13          | Cercle Brugge     | Prima Ligă Belgiană | 13        | 6         | 1               | 1               | —                 | —                 | —           | —           | 14      | 7      |
| 2012–13          | Club Brugge       | Prima Ligă Belgiană | 18        | 3         | 0               | 0               | —                 | —                 | 0           | 0           | 18      | 3      |
| 2013–14          | Club Brugge       | Prima Ligă Belgiană | 11        | 1         | 0               | 0               | —                 | —                 | 2           | 0           | 13      | 1      |
| Total            | Islanda           | Islanda             | 23        | 7         |                 |                 |                   |                   | —           | —           | 23      | 7      |
| Total            | Olanda            | Olanda              | 13        | 3         | 0               | 0               | —                 | —                 | 2           | 0           | 15      | 3      |
| Total            | Anglia            | Anglia              | 270       | 74        | 33              | 15              | 26                | 9                 | 34          | 8           | 363     | 106    |
| Total            | Spania            | Spania              | 72        | 10        | 17              | 5               | 1                 | 0                 | 22          | 3           | 112     | 18     |
| Total            | Franța            | Franța              | 9         | 0         | 1               | 0               | 1                 | 0                 | 0           | 0           | 11      | 0      |
| Total            | Grecia            | Grecia              | 10        | 1         | 0               | 0               | —                 | —                 | 4           | 0           | 14      | 1      |
| Total            | Belgia            | Belgia              | 42        | 10        | 1               | 1               | —                 | —                 | 2           | 0           | 45      | 11     |
| Statistici       | Statistici        | Statistici          | 439       | 105       | 52              | 21              | 28                | 9                 | 64          | 11          | 583     | 146    |

1Includes three First Division play-off matches.
2Includes one First Division play-off match.
3Includes one First Division play-off goal.
- Also played 2 (2000, 2005) Community Shield matches.
- Also played 2 (2006) Club World Cup matches where he scored 1 goal.

### Goluri internaționale
La 15 octombrie 2013.
| Guðjohnsen – goluri pentru Islanda | Guðjohnsen – goluri pentru Islanda | Guðjohnsen – goluri pentru Islanda                 | Guðjohnsen – goluri pentru Islanda | Guðjohnsen – goluri pentru Islanda | Guðjohnsen – goluri pentru Islanda | Guðjohnsen – goluri pentru Islanda                     |
| #                                  | Data                               | Stadion                                            | Oponent                            | Scor                               | Rezultat                           | Competiția                                             |
| ---------------------------------- | ---------------------------------- | -------------------------------------------------- | ---------------------------------- | ---------------------------------- | ---------------------------------- | ------------------------------------------------------ |
| 1.                                 | 4 septembrie 1999                  | Laugardalsvöllur, Reykjavík, Islanda               | Andorra                            | 3–0                                | 3–0                                | Preliminariile Campionatului European de Fotbal 2000   |
| 2.                                 | 25 aprilie 2001                    | Ta' Qali Stadium, Ta' Qali, Malta                  | Malta                              | 3–1                                | 4–1                                | Calificările pentru Campionatul Mondial de Fotbal 2002 |
| 3.                                 | 2 iunie 2001                       | Laugardalsvöllur, Reykjavík, Islanda               | Malta                              | 3–0                                | 3–0                                | Calificările pentru Campionatul Mondial de Fotbal 2002 |
| 4.                                 | 16 octombrie 2002                  | Laugardalsvöllur, Reykjavík, Islanda               | Lituania                           | 2–0                                | 3–0                                | Preliminariile Campionatului European de Fotbal 2004   |
| 5.                                 | 16 octombrie 2002                  | Laugardalsvöllur, Reykjavík, Islanda               | Lituania                           | 3–0                                | 3–0                                | Preliminariile Campionatului European de Fotbal 2004   |
| 6.                                 | 29 martie 2003                     | Hampden Park, Glasgow, Scoția                      | Scoția                             | 1–1                                | 1–2                                | Preliminariile Campionatului European de Fotbal 2004   |
| 7.                                 | 11 iunie 2003                      | S. Darius and S. Girėnas Stadium, Kaunas, Lituania | Lituania                           | 2–0                                | 3–0                                | Preliminariile Campionatului European de Fotbal 2004   |
| 8.                                 | 20 august 2003                     | Tórsvøllur, Tórshavn, Insulele Feroe               | Insulele Feroe                     | 1–0                                | 2–1                                | Preliminariile Campionatului European de Fotbal 2004   |
| 9.                                 | 31 martie 2004                     | Qemal Stafa Stadium, Tirana, Albania               | Albania                            | 1–1                                | 1–2                                | Meci amical                                            |
| 10.                                | 18 august 2004                     | Laugardalsvöllur, Reykjavík, Islanda               | Italia                             | 1–0                                | 2–0                                | Meci amical                                            |
| 11.                                | 4 septembrie 2004                  | Laugardalsvöllur, Reykjavík, Islanda               | Bulgaria                           | 1–2                                | 1–3                                | Calificările pentru Campionatul Mondial de Fotbal 2006 |
| 12.                                | 8 septembrie 2004                  | Szusza Ferenc Stadium, Budapesta, Ungaria          | Ungaria                            | 1–0                                | 3–2                                | Calificările pentru Campionatul Mondial de Fotbal 2006 |
| 13.                                | 13 octombrie 2004                  | Laugardalsvöllur, Reykjavík, Islanda               | Suedia                             | 1–4                                | 1–4                                | Calificările pentru Campionatul Mondial de Fotbal 2006 |
| 14.                                | 6 aprilie 2005                     | Laugardalsvöllur, Reykjavík, Islanda               | Ungaria                            | 1–0                                | 2–3                                | Calificările pentru Campionatul Mondial de Fotbal 2006 |
| 15.                                | 8 iunie 2005                       | Laugardalsvöllur, Reykjavík, Islanda               | Malta                              | 2–0                                | 4–1                                | Calificările pentru Campionatul Mondial de Fotbal 2006 |
| 16.                                | 3 septembrie 2005                  | Laugardalsvöllur, Reykjavík, Islanda               | Croația                            | 1–0                                | 1–3                                | Calificările pentru Campionatul Mondial de Fotbal 2006 |
| 17.                                | 2 septembrie 2006                  | Windsor Park, Belfast, Irlanda de Nord             | Irlanda de Nord                    | 3–0                                | 3–0                                | Preliminariile Campionatului European de Fotbal 2008   |
| 18.                                | 13 octombrie 2007                  | Laugardalsvöllur, Reykjavík, Islanda               | Letonia                            | 1–0                                | 2–4                                | Preliminariile Campionatului European de Fotbal 2008   |
| 19.                                | 13 octombrie 2007                  | Laugardalsvöllur, Reykjavík, Islanda               | Letonia                            | 2–0                                | 2–4                                | Preliminariile Campionatului European de Fotbal 2008   |
| 20.                                | 26 martie 2008                     | Štadión FC ViOn, Zlaté Moravce, Slovacia           | Slovacia                           | 2–0                                | 2–0                                | Meci amical                                            |
| 21.                                | 6 septembrie 2008                  | Ullevaal Stadion, Oslo, Norvegia                   | Norvegia                           | 2–2                                | 2–2                                | Calificările pentru Campionatul Mondial de Fotbal 2010 |
| 22.                                | 10 septembrie 2008                 | Laugardalsvöllur, Reykjavík, Islanda               | Scoția                             | 1–2                                | 1–2                                | Calificările pentru Campionatul Mondial de Fotbal 2010 |
| 23.                                | 11 februarie 2009                  | Laugardalsvöllur, Reykjavík, Islanda               | Liechtenstein                      | 2–0                                | 2–0                                | Meci amical                                            |
| 24.                                | 5 septembrie 2009                  | Laugardalsvöllur, Reykjavík, Islanda               | Norvegia                           | 1–1                                | 1–1                                | Calificările pentru Campionatul Mondial de Fotbal 2010 |